# Самуель Кавето Мбамбо
Самуель Кавето Мбамбо (Samuel Kaveto Mbambo) — намібійський політик, дипломат, богослов, історик. Надзвичайний і Повноважний посол Республіки Намібія в РФ та в Україні за сумісництвом. Пастор Євангелічної реформатської церкви в Африці і Голова Ради Церков в Намібії. 

## Життєпис
Народився в Окаванго, Намібія. Був призначений губернатором регіону Окаванго в квітні 2013 року, змінивши на цій посаді Мавра Некаро. Коли четверта Розмежувальна комісія Намібії, відповідальна за адміністративний поділ країни, запропонувала в серпні 2013 року розділити Окаванго на дві частини, створюючи нові регіони Східне Каванго і Західне Каванго, Мбамбо був призначений губернатором Східного Каванго. У квітні 2014 року Сіркка Аусіку був призначений губернатором Західного Каванго, в той час як Самуель Кавето Мбамбо залишився керівником Східного.
Раніше він займав посаду Верховного комісара Намібії в Республіці Індія.